# West Compton
West Compton, también conocido como West Rancho Dominguez, es un lugar designado por el censo ubicado en el condado de Los Ángeles en el estado estadounidense de California. En el año 2000 tenía una población de 5.435 habitantes y una densidad poblacional de 1,279.2 personas por km².

## Geografía
West Compton se encuentra ubicada en las coordenadas 33°53′40.23″N 118°16′11.02″O / 33.8945083, -118.2697278.. Según la Oficina del Censo, la ciudad tiene un área total de 4,2 km² (1,6 mi²), de la cual 4,2 km² (1,6 mi²) es tierra y 0 km² (0 mi²) 0.00% es agua.

## Demografía
Los ingresos medios por hogar en la localidad eran de $38,000, y los ingresos medios por familia eran $40,280. Los hombres tenían unos ingresos medios de $28,719 frente a los $24,954 para las mujeres. La renta per cápita para la localidad era de $12,255. Alrededor del 17.0% de la población estaban por debajo del umbral de pobreza.